# La Preuve (Agota Kristof)
La Preuve est un roman de l'écrivaine suisse d'origine hongroise et d'expression française Agota Kristof, publié en 1988 aux Éditions du Seuil. Il s'inscrit dans la « trilogie des jumeaux » et en constitue le deuxième volet, le premier étant Le Grand Cahier publié en 1986, et le troisième Le Troisième Mensonge publié en 1991.

## Livre audio
- Agota Kristof, La Preuve, Paris, éd. Livraphone, 19 février 2003 (ISBN 978-2-87809-293-6, BNF 40071805)Texte intégral ; narrateur : Éric Herson-Macarel ; support : 4 disques compacts audio ; durée : 4 h 36 min environ ; référence éditeur : Livraphone LIV 359C.
- Agota Kristof, La Preuve, Paris, éd. Livraphone, 4 novembre 2004 (EAN 335-89-500-0041-8, BNF 40103851)Texte intégral ; narrateur : Éric Herson-Macarel ; support : 1 disque compact audio MP3 ; durée : 4 h 36 min environ ; référence éditeur : Livraphone LIV 359M.